# He Yupeng
He Yupeng (en chino tradicional: 何宇鵬; en chino simplificado: 何宇鹏; pinyin: Hé Yǔpéng; Anshan, Liaoning, 5 de diciembre de 1999) es un futbolista chino que juega en la demarcación de defensa para el Dalian Professional FC de la Superliga de China.

## Selección nacional
Hizo su debut con la selección absoluta de China el 20 de julio de 2022 contra Corea del Sur en un partido del Campeonato de Fútbol de Asia Oriental de 2022 que finalizó con un resultado de 0-3 a favor del combinado surcoreano tras los goles de Cho Gue-sung, Kwon Chang-hoon y un autogol de Zhu Chenjie.

## Clubes
| Club                   | País  | Año   | Partidos | Goles |
| ---------------------- | ----- | ----- | -------- | ----- |
| Dalian Professional FC | China | 2019- | 78       | 2     |